# 頃
頃（けい、qǐng）は中国の伝統的な面積の単位である。100畝（ほ、ムー）が1頃にあたる。1畝は6000平方尺にあたる。
清朝の標準であった営造尺とメートル法との対応は清朝滅亡後の1915年に定義されたが、それによれば1尺が32cmであったので、1頃は 61,440m2 になる。国民革命成立後の1929年に営造尺が廃止され、新たに市制が定義された。そこでは1尺は1/3 m（約0.333m）になったので、1頃は 20/3 ha（約 66,667 m2）になる。中華人民共和国でも同一の値を使用している。
現代中国ではヘクタールにも頃の字をあてているので、市制を市頃、ヘクタールを公頃と書き、区別している。

## 時代別のヘクタール換算
| 周      | 秦漢       | 魏晋       | 隋       | 唐      | 宋         | 元         | 明         | 清       | 現代       |
| 1.82 ha | 4.58647 ha | 5.02653 ha | 7.524 ha | 5.22 ha | 6.49333 ha | 5.66254 ha | 5.80326 ha | 6.144 ha | 6.66666 ha |